# Lüfte Deinen Schleier!
Lüfte Deinen Schleier! (chinesisch 掀起你的蓋頭來 / 掀起了你的盖头来, Pinyin xiānqǐ le nǐ de gàitou lái) ist ein in China sehr beliebtes uigurisches Volkslied aus Xinjiang.
Das Liebeslied wurde in China in der Fassung von Wang Luobin (王洛宾; 1913–1996) populär, einem Han-Chinesen, der darauf spezialisiert war, auf der Musik verschiedener ethnischer Minderheiten in Westchina basierende Lieder in Standardchinesisch (Mandarin) zu schreiben.